# Лященко Федір Якович
Фе́дір Я́кович Ляще́нко (нар. 10 серпня 1898, село Гирівка, Конотопський повіт, Чернігівська губернія — пом. 22 листопада 1921, містечко Базар, Базарська волость, Овруцький повіт, Волинська губернія) — козак комендантської сотні штабу 4-ї Київської дивізії Армії УНР, Герой Другого Зимового походу.

## Біографія
Народився 10 серпня 1898 року у селі Гирівка Конотопського повіту Чернігівської губернії в українській міщанській родині.
Закінчив сільську школу.
Не входив до жодної партії.
В Армії УНР із 1919 року.
Служив у 3-й гарматній бригаді 3-ї Залізної дивізії.
Інтернований у табір міста Каліш.
Під час Другого Зимового походу — козак комендантської сотні штабу 4-ї Київської дивізії.
Потрапив у полон близько 15-00 17 листопада 1921 року під час бою під селом Малі Міньки.
Розстріляний більшовиками 22 листопада 1921 року у місті Базар.
Реабілітований 27 квітня 1998 року.

## Вшанування пам'яті
- Його ім'я вибите серед інших на Меморіалі Героїв Базару.